# Claude Auclair
Pour les articles homonymes, voir Auclair.
Claude Auclair est un auteur de bande dessinée français né le 1er mai 1943 à La Barre-de-Monts en Vendée et mort le 20 janvier 1990 à Nantes.
S'intéressant principalement à la science-fiction post-apocalyptique (Jason Muller, Simon du Fleuve) et au monde celte (Bran Ruz), c'est un des dessinateurs réalistes marquants des années 1970 et 1980. Son œuvre, écologiste et utopique, « empreinte d'un grand humanisme », est marquée par un certain didactisme.

## Biographie
Après avoir passé son enfance dans le marais breton, Claude Auclair déménage à dix ans à Nantes, ce qu'il vit comme un déracinement. À la suite de ses études aux Beaux-Arts de Nantes, il devient, au milieu des années 1960, décorateur de théâtre. Lassé, il arrête en 1967 et part en voyage autour de la Méditerranée. À son retour, il se lance dans l'illustration de science-fiction pour des revues des éditions OPTA tels que Galaxie-Bis ou Fiction. Redécouvrant alors la bande dessinée, il étudie Jijé, Alex Raymond et Harold Foster afin de définir son style et publie une histoire dans Phénix en 1968.
Chez OPTA, Jean Giraud lui propose de collaborer à Pilote après un essai concluant dans Undergound Comics. En 1970, Claude Auclair entre dans l'hebdomadaire avec la série post-apocalyptique Jason Muller (dont les deux premiers épisodes sont écrits par Giraud et les suivants par Pierre Christin). En 1971, il crée, dans Tintin, La Saga du Grizzly, western pro-indien, puis Les Naufragés d'Arroyoka (avec Greg).
L'année suivante, René Goscinny, refusant de publier la suite de Jason Muller, et la collaboration avec Greg ne s'étant pas avérée fructueuse, Auclair livre à Record Catriona Mac Killigan, traitant de la révolte des Écossais contre Londres (avec Jacques Acar), avant d'entamer (à la suite d'un changement de la rédaction à Record) en 1973 dans Tintin la bande dessinée qui le fait connaître auprès du grand public : Simon du Fleuve, une nouvelle série post-apocalyptique écologiste. Il en réalise six histoires avant qu'un différend avec Le Lombard la lui fasse arrêter en 1978. Cité N.W n°3, publiée dans Tintin en 1978, est la dernière bande dessinée qu'il scénarise lui-même.
Il entre alors dès le premier numéro dans l'équipe d’(A SUIVRE), où il s'intéresse tout d'abord au monde celte, déjà abordé avec Catriona Mac Killigan, dans Bran ruz (1978-1981, avec Alain Deschamps) et Tuan Mac Cairill (1982, avec Deschamps) puis à l'esclavagisme dans Le Sang du flamboyant (1984, avec François Migeat). En 1981, Alan Stivell publie le disque Terre des vivants, dont la pochette est illustrée par Claude Auclair. En 1988, celui-ci entame une collaboration avec Alain Riondet, réalisant en deux ans quatre nouveaux épisodes de Simon du Fleuve, moins polémiques mais néanmoins remarqués. En 1989, il publie dans (A SUIVRE), avec le même scénariste, Celui-là, « épopée de la civilisation », dont il laisse le second volume inachevé à sa mort le 20 janvier 1990, des suites d'une longue maladie. Afin que celui-ci puisse être proposé au public, Jacques Tardi et Jean-Claude Mézières l'achèvent.

## L'œuvre d'Auclair

### Un pionnier de la bande dessinée post-apocalyptique
Tendance lourde de la science-fiction littéraire dans la fin des années 1960, le post-apocalyptique reste cependant peu présent dans la bande dessinée francophone, les auteurs du genre lui préférant une approche plus baroque (Philippe Druillet) ou plus humoristique (le premier Jean Giraud). Dès sa première histoire, « Après », publiée en 1970 dans Underground Comics, Auclair met en scène une humanité survivant dans un monde ayant régressé technologiquement, où les villes sont abandonnées. Au discours assez « lourd », cette histoire est suivie des deux premières de Jason Muller qui, manquant de cohérence, montrent l'hésitation d'Auclair entre la défense de la construction d'une société nouvelle sur les ruines de l'ancienne, ou de la restauration de celle-ci. Les deux autres histoires de Jason Muller, parues deux ans plus tard, montrent plus clairement ce balancement, et l'engagement d'Auclair en faveur d'une société nouvelle, avant que Simon du Fleuve ne l'entérine complètement.
La caractéristique de Simon du Fleuve dans le genre est son aspect pédagogique marqué. Reprenant les clichés du post-apocalyptique (« malfaisance de la science, folie humaine, régression de la civilisation »), il décrit une utopie dont les aspects idéalistes (vie dans les champs, sans héros ni régime politique, exaltation de l'« individu moyen ») sont tempérés par un certain réalisme : Simon utilise la violence, et est gêné par son impossibilité d'appartenir à une nouvelle société qui se veut sans distinctions. Cette volonté sincère « d'apporter une réponse au problème de la violence et des rapports humains » reste handicapée par l'ancrage très fort de l'auteur dans l'idéologie des années 1970.
Cette domination du pédagogisme, de la démonstration lyrique, a conduit Jean-Pierre Andrevon à voir dans la science-fiction d'Auclair un moyen pour véhiculer une idéologie ruraliste et empreinte de mysticisme chrétien plutôt qu'une réelle réflexion sur le post-catastrophisme, ce que montrerait son abandon de la science-fiction en 1978 pour Bran Ruz puis le caractère encore plus utopique de sa reprise de Simon en 1988.

### La défense des minorités et de la nature
Bien qu'il se défende d'être un « chantre des minorités », Auclair base son travail sur la démonstration du « mal que font les cultures dominantes », ce qui le conduit à la défense des cultures opprimées. Réalisateur d'un des premiers westerns pro-indien en bande dessinée en 1971, il a mis en scène en 1973 dans Catriona Mac Killigan la Révolte des Écossais contre les Anglais, dénonce ce qu'il perçoit comme l'oppression des Celtes dans Bran Ruz de 1978 à 1982 (en conférant à l'histoire une portée universelle) et s'est intéressé à l'esclavagisme en Martinique dans Le Sang du flamboyant en 1984. Faisant l'apologie de l'égalitarisme communautaire et de la vie rurale, Auclair propose une vision de la femme originale dans la bande dessinée de son époque : « ni biches fragiles ni baroudeuses de choc, elles font preuve d'une « nature féminine » saine et complexe, qui les place d'emblée à égalité de jeu avec l'homme ».
Cette démonstration des méfaits d'un monde obsédé par le progrès, évidente dans ses œuvres de science-fiction, a pour corollaire un écologisme marqué, la nature jouant pour lui un rôle fondamental et protecteur dans la construction de l'individu. Nostalgique de l'ordre pré-industriel, Auclair est « l'homme des paysages ». Attachant une grande importance aux éléments naturels, il leur confère un lourd rôle symbolique : l'eau est la borne de la vie humaine, son commencement comme sa fin, le feu destruction purificatrice qui devient bénéfique dans le cadre utopique, la terre, féconde et nourricière, comme la femme est la base de la vie humaine tandis que le ciel est avant tout un décor, un prétexte mystique.

### Un humaniste typique des années 1970
Cette prédilection pour les mondes disparus, utopiques, qu'ils soient pré ou post-modernes, ressort chez Auclair d'une vision humaniste du monde. À ses débuts « naïf, fougueux et généreux », cet humanisme s'assombrit au cours des années 1970, et les Simon du Fleuve de l'époque sont porteurs d'une vision plus pessimiste du progrès humain. Cependant, « la visée utopiste pervertit quelquefois la réflexion et l'analyse » : la description du monde communautaire semble tout droit sortie « du documentarisme triomphant du cinéma soviétique des années 1930 » et Simon du Fleuve reste « typique des courants de pensée des années 1970 ».
Son travail sur Bran Ruz entérine le caractère avant tout idéaliste et utopique des œuvres d'Auclair : « le mysticisme chrétien [et] la recherche des valeurs confraternelles et rurales n'ont plus besoin des prétextes d'un futur fantasmé pour pouvoir s'exprimer ». Ce mysticisme est cependant non transcendant, c'est une exaltation de l'union de l'homme aux éléments naturels plus qu'au ciel, doublé d'une dénonciation des dominations. Les derniers Simon du Fleuve et Celui-là entérinent cette vision.

### Un symbole des faiblesses de l'art engagé?
Cet intérêt pour les « paraboles philosophiques », « la sincérité profonde » de l'auteur limitent cependant souvent « la validité artistique » de son œuvre, bien qu'il reste rétif aux « grands systèmes explicatifs ». Ses textes sont marqués par  « un lyrisme descriptif quelque peu désuet », ses mondes décrits semblent souvent s'inspirer « du réalisme socialiste le plus conventionnel ». De plus, son engagement contre l'étouffement des particularismes culturels, le conduit à la fois à une vision tronquée de l'Histoire et à une mise en scène très démonstrative qui le mènent à un certain pompiérisme des dessins et à une tendance à l'utilisation de clichés littéraires dans des descriptifs redondants du texte. Bruno Lecigne et Jean-Pierre Tamine voient ainsi dans Bran Ruz un projet plus didactique qu'artistique, qui manifeste le problème de la « pauvreté artistique » de l'art engagé.

## Publication

### Périodiques[25]
- Deux histoires dans Comics 130, 1970
- 19 « actualités » (dessin), avec des scénaristes divers (principalement Serge de Beketch), dans Pilote, 1970-1972
- Quatre histoires de Jason Muller[n. 1], dans Pilote, 1970-1972
- La Saga du grizzly, dans Tintin, 1971
- Six histoires des Naufragés d'Arroyoka (dessin), avec Greg (scénario), dans Tintin, 1971
- Quatre histoire de Catriona Mac Killigan (dessin), avec Jacques Acar (scénario), dans Record, 1972-1973
- Simon du Fleuve, dans Tintin :

1. La Ballade de Cheveu Rouge, 1973
parution (en France) dans Tintin l'Hebdoptimiste du no 3 (23.1.73) au 11, puis du 18 au 24 (19.6.73), 46 planches
2. Le Clan des Centaures, 1974
3. Les Esclaves, 1975
4. Maïlis, 1975-1976. Bande dessinée publiée dans l'édition belge seulement
5. Les Pèlerins, 1977-1978
6. Cité N.W n°3, 1978

- Bran Ruz (dessin), avec Alain Deschamps (scénario), dans (A SUIVRE), 1978-1981
- Histoire de Tuan Mac Cairill (dessin), avec Alain Deschamps (scénario), dans (A SUIVRE) no 52, 1982
- Le Sang du flamboyant (dessin), avec François Migeat (scénario), dans (A SUIVRE), 1984
- Celui-là (dessin), avec Alain Riondet (scénario), dans (A SUIVRE), 1988-1989

Claude Auclair a également participé à Phénix (1968), Underground comix (1970) et au Canard sauvage (1975).

### Albums

#### One shot
- Bran Ruz, Casterman, « Les Romans (A suivre) », 1981
Scénario : Alain Deschamps - Dessin : Claude Auclair - (ISBN 2-203-33409-6)
- Jason Muller, Les Humanoïdes associés, « Mirage », 1975
Scénario : Jean Giraud - Dessin : Claude Auclair
- Les Naufragés d'Arroyoka, Lombard, « Jeune Europe » no 105, 1975
Scénario : Greg - Dessin : Claude Auclair
- La Saga du Grizzli, Les Humanoïdes associés, « Mirage », 1976
Scénario et dessin : Claude Auclair
- Le Sang du flamboyant, Casterman, « Les Romans (A suivre) », 1985
Scénario et dessin : Claude Auclair - (ISBN 2-203-33427-4)
- Tuan Mc Cairill, Les Humanoïdes Associés, « Aventures (Humanoïdes Associés) », 1985
Scénario : Jacques Acar et Alain Deschamps - Dessin : Claude Auclair - (ISBN 2-7316-0302-X)

## Récompenses
- Prix Saint-Michel :
  - Meilleur dessin et du meilleur scénario réalistes pour Le Clan des centaures (Simon du Fleuve), en 1975 à Bruxelles
  - Meilleur scénario réaliste, pour Maïlis (Simon du Fleuve, tome 3), en 1976[27]
- Grand Prix Phénix, pour Simon du Fleuve, en 1976 à Paris
- Prix Saint-Michel du meilleur dessin réaliste, pour Maïlis (Simon du Fleuve, tome 3) en 1977[27]